# ۷۰ (قمری)
۷۰ (قمری)، هفتادمین سال در گاهشماری هجری قمری است. اول محرم این سال برابر با بیست و هشتم ژوئن سال ۶۸۹ میلادی است.

## زادگان
خدیجه بنت علی بن حسین

## وابسته
- شعوبیه
- نافع مدنی
- سلیم بن قیس هلالی
- زراره